# トリオ・ザ・パンチ
『トリオ・ザ・パンチ』（TRIO THE PUNCH -NEVER FORGET ME...-）は、1990年にデータイーストから稼動されたアーケード用横スクロールアクションゲームである。サブタイトルは「ネバー・フォーゲット・ミー」。ロケテスト時の名称は『TVすごろく トリオ・ザ・パンチ』。

## 概要
ゲーム自体はシンプルなステージクリア型のアクションゲームだが、クセの強いグラフィックやシュールかつナンセンスな演出、世界観が特徴。独特な雰囲気のゲームが多いデータイーストの作品の中でもトップクラスの「バカゲー」として知られる。また、同社のゲームソフトである『カルノフ』と『チェルノブ』のキャラクターも登場している。
移植版として、フィーチャーフォン用アプリのVアプリ、iアプリ、EZアプリ向けにそれぞれ2006年9月5日、10月2日、11月9日に配信された。また、ハムスターがPlayStation 2向けに展開していたアーケードゲーム移植シリーズ「オレたちゲーセン族」の一つとして2007年2月8日に発売され、同じくハムスターの同種シリーズ「アーケードアーカイブス」の一つとして2022年5月19日にPlayStation 4とNintendo Switch版が配信された。さらに、ジー・モードが展開するシリーズ「G-MODEアーカイブス」の第51弾ソフトとしてフィーチャーフォン版がNintendo Switch向けに2023年11月22日発売。
ゲーム誌『ゲーメスト』の企画「第4回ゲーメスト大賞」（1990年度）にてベスト演出賞4位を獲得した。

## システム
3人の主人公（タフガイ、忍者、剣士）から1人を選び、8方向レバーと3ボタン（攻撃、ジャンプ、特殊攻撃）で操作する。フィールドは主に任意の右スクロール移動が中心で、数画面単位で無限ループしている。ステージによってはジャンプ等で上下にスクロールするフィールドや、スクロールしない固定画面もある。全35面。
特定の敵を倒すと出現する「ハート」を取り、これを必要数だけ取ると現われるボスキャラクターを倒せばステージクリアーとなる。ただしステージによっては最初からボスが登場するためハートが必要ない場合もある。
ロケテスト時はすごろくゲームで、前述の通りタイトルも違っていた。この変更については後述。

## 作風
本作は一般的なゲームには見られない多くの特徴をもつ。下記するこれらの特徴が混然といびつに組み合わさって、本作独特の狂的なムードを構築している。

### 異常な世界観
不条理な展開
本作には唐突で合理性の無い展開が多い。ステージ5のボスとして現われる「羊」は鬱蒼とした森の背景画にそぐわないピンク色のデフォルメされた羊で、小さい羊を撒き散らして攻撃する。この羊に勝つと「呪ってやる」とメッセージが表示され、続くステージ6開始時にプレイヤーキャラが羊になっている。この状態はステージ6のボスを倒すかゲームオーバーになると、何の説明も無く終わる。
またゲームは南国らしき場面から始まり、ステージ進行に従い中東風砂漠・密林・都会・中世の日本・SF風基地と脈絡の無い舞台転換をする。この際移動画面などの時間経過を示唆する表現は一切無い。
こうした説明の不足あるいは省略は全編にわたっており、本作の不条理なイメージを決定づけた。
意図の判然としない演出
本作にはしばしば意図が不明かつ印象的な演出が用いられる。
中でもよく知られるのがゲームオーバー画面で、ここにはミケランジェロの『奴隷像』を写実的に描いた画像が唐突に表示される。かつこの画面でコンティニューを選ぶと、突然像の顔だけが稚拙で漫画的な顔に変貌する。この顔は陰影のみ写実的表現のままで描かれているため見る者に不気味な印象を与える。これらの演出が何を意味するのかは不明である。
独特の言語感覚
本作ではメッセージに漢字かな交じりの日本語が多用された。特に本作の場合「1Pのひと ボタンを おすのぢゃ」等、データイースト作品に広く見られる独特な語感をもつ文法表現が使われているのが特徴。
またきわめて端的に凝縮された表現が多く、一読しただけでは意味が通じない場合が多い。ステージ2ではサブタイトルに「にょき」と題されているが、実際にプレイして地下から伸び縮みして出現する鉄パイプを目にするまでプレイヤーは「にょき」という言葉が示す対象が判然としない。むしろ「にょき」が鉄パイプを示すという明快な誘導が無いため、プレイヤーの理解がそこに至らない場合もあり得る。
一方で英語に対する扱いがきわめて安易なのも特徴で、「クリアー たからくじ」（後述）ではパワーダウンがただ「DOWN」とだけ表記されていたり、特殊攻撃のパワーアップが「SUB UP」と文法を無視して表記されていたりする。
日本語とアルファベットを混ぜた表現も散見され、「Mスター」や「Lソード」、「Sかつ」といった非常に理解の困難な記述も見られる。
奇異なキャラクター
日本ステージに登場する忍者やSF風ステージに登場するロボット等、整合性のとれたキャラクターも多いが、ステージの内容にそぐわないキャラクターもまた多い。ステージ1のボスは小さな「カルノフ」4名が運ぶ巨大なカルノフのブロンズ像である。この像の台座には「守神」と彫刻され、像が帯びた化粧まわしには稚拙な南海の絵と「南国」の文字が描かれている。この像は炎を吐き、ダメージを受けると表情が変化する。またステージ2では何の説明もなく巨大な拳のブロンズ像がボスとして登場する。
このような意外な取り合わせとはまた別に、単純にデザイン上奇異であるというパターンもある。特に主人公キャラクターの一人「タフガイ」は野球帽を被ったランニング姿の少年（もしくは青年）として描かれており、また特殊攻撃使用時にアップになる顔はとりわけ写実的かつ戯画調に見苦しく表現されている。
同じく主人公キャラクターの一人「忍者」は、移動中のグラフィックパターンが常に極端な前傾姿勢で描かれており、実スピードと体勢のギャップから見る者に特に奇妙な印象を与える。

### 一貫した娯楽性
コメディゲームとしての側面
ゲーム表現に喜劇性を持ち込むこころみはゲームハードの性能向上による演出力の強化によって1980年代後半から散見されるようになり、『源平討魔伝』の「だじゃれの国」などはその代表と言える。本作もこうしたゲームにおけるコメディ・ギャグ表現を志向した一作だが、あまりに説明が不足している点や表現そのものの稚拙さによって、「ナンセンスすぎて（意図された意味では）笑えない」という結果を呼んだ。
ゲーム全編にわたってコメディ表現を追求したという点では同時代における『超絶倫人ベラボーマン』『パロディウス』『銀河仁侠伝』等に比肩するものの、作品性の強さに隠れてこうしたコンセプトは一般に無視されがちである。
幅広いパロディ
本作には同時期の『パロディウス』『コナミワイワイワールド』等に見られたようなパロディ性も多く備わっており、それは『カルノフ』や『チェルノブ』の主人公が敵キャラクターとして登場する点などに顕著である。
より広くゲーム文法そのものをパロディの対象にしている所もあり、だるまさんがころんだのような無意味なフィーチャー（「だるまさんがころんだ」と表示されると一定時間自分の動きが止まるが、同時に敵の動きも止まるので実質的に何も起きていない）や、ステージ10に登場する、爆弾を設置するものの、つい爆弾を確認してしまい自爆する敵などが映像・システム両面でゲームにおけるセルフパロディを実践している。
バラエティに富んだ内容
本作は各ステージごとに独特の趣向が凝らしてあり、ステージ30までは他ステージと似た展開をするステージは、意図的ないわゆる「繰り返しギャグ」を除けば非常に少ない。
一方でゲームがミニゲームを集めただけの散漫な内容となり、完成度の低さもあって『トリオ・ザ・パンチ』のバラエティ性はあまり評価されていない。

### ゲーム文法からの逸脱
特殊なステージ構成
前述のバラエティ豊かな内容を目指した結果か、一般のゲームと比べて本作は非常に短いスパンでステージが構成されている。場合によってはザコキャラ1体とボス1体を倒して終わるステージや、最初からボス戦となるステージもある。しかしそのボスがいかにもボス然としていないため、いわゆるボスステージとも印象が異なる。これらは一般的なゲームの「ある程度のザコ戦を経てボスとの対決に至る」「幾つかのロングスパンのステージの間にまれに（ボーナスステージやボスステージのような）特殊なステージがある」といった文法を無視して作られており、このゲームの特異性をきわ立たせた。
ゲームシステムの特異性
基本的にオーソドックスなスクロールアクションゲームのシステムを踏襲しているが、ジャンプして敵あるいは敵弾の上に着地すると、ダメージを受けず強制的にトランポリン状に大きく跳ね返るという特殊な点もある。この動作はゲーム中望む望まないに関わらずしばしば発生し、多くの敵はトランポリン的な挙動をするようには描かれていないため、当たり判定の大きさと相まって物理法則を無視した異常な動きと感じられやすい。
特定のボスに攻撃を喰らうと小さくなってしまうが、かえって攻撃が避けやすくなり、この状態のときだけ使える飛び道具(タフガイでも使える)が使えるため逆に有利になる。そして小さい状態のままボスを倒し次のステージに進むと何の説明もなく元に戻っている。
ステージ6のみ羊として戦うことになるが、ペナルティどころかむしろどのプレイヤーキャラよりも強い。特にしゃがむと、無敵状態になり一切ダメージを受けない。
粗雑な造り
本作ではグラフィックデータと当たり判定範囲が齟齬をきたしている事例が多い。このため当たって見える攻撃が外れたり、避けたはずの攻撃に当たってしまう場合が多々ある。
また画面演出が非常に淡泊な場合があり、ステージクリアー時に通常のフォントでただ無機質に表示されるだけの「勝ち」の文字や、濁点が1文字として扱われる上に背景の「抜き」が無い小サイズフォント、フェード等の演出が一切ない画面転換等、稚拙な表現が目につく。
キャラクター表示数の限界が原因と思われる唐突な敵のワープや、ジャンプ中に特殊攻撃を使った際、タイミングによってはゲーム進行が停止するというような重大なバグもあり、総じて調整不足の感は否めない。
幻惑的な音響効果
データイーストが擁する音楽チーム「ゲーマデリック」による楽曲が本作のBGMである。このBGMは、プレイヤーキャラ交替などの稀な例外を除き、プレイ中は決して途切れずにループし続ける。ステージクリアーはもとよりゲームオーバーからコンティニューに至ってもゲーム中から切れ目無く鳴り続けるため、方法論としてはトランス・ミュージックにも似ている。なおステージクリアー、ゲームオーバー、コンティニューには効果音による演出も一切存在しない。ザコ敵は何を倒しても「ひゃぁん」という情けない悲鳴しか上げない。

## 用語
ビシバシ攻撃
通常攻撃の意。インストラクションカードではこう記述される。
パッとジャンプ
ジャンプの意。インストラクションカードではこう記述される。
ここ一番!
特殊攻撃の意。インストラクションカードではこう記述される。
お手並
インストラクションカードにおける見出しのひとつ。この項には遊び方のポイントが書かれているが、なぜ「お手並」なのかは不明。
クリアー たからくじ
ステージクリアー時に登場するルーレット画面。ルーレットの目にはライフの増加・通常攻撃や特殊攻撃のパワーアップ等の特典の他に、パワーダウンやプレイヤー再選択という突飛なものもある。また特殊攻撃をパワーアップした結果、使い勝手の悪さから実質的にかえって弱くなる場合も多い。

## 登場キャラクター

### プレイヤーキャラクター
タフガイ（サントス）
野球帽を被ったランニング姿の熱血野郎。砂袋（サンドバッグ）や鉄の爪が武器。接近戦型で、唯一上方向への攻撃が可能。『ザ・グレイト・ラグタイムショー』等、後のデータイースト製ゲームに時々ゲスト出演している。
忍者（かまくらくん）
武士の面を被った忍者。手裏剣と短刀が武器。唯一初期状態での遠距離攻撃が可能。ダメージを受けるたび空蝉の術で木に変身するが、この間は硬直時間となる。開発者によると近距離攻撃タイプの剣士に対して手裏剣を投げる遠距離攻撃タイプとして忍者を設定したとのこと。
剣士（ローズサブ）
半裸のマッチョな剣士。たいまつや剣、モーニングスターが武器。比較的リーチの長い攻撃が可能。開発者によると他社ゲームのキャラクターを気に入ってこのキャラを設定したとのこと。

### その他のキャラクター
チン
プレイヤーキャラクターの師匠格と思われる。カンフー映画に出てくるような老父。「チンさんのルーレットコーナー(クリアー たからくじ)」やエンディングのメッセンジャーとして登場。またステージ7、24のボスとしても登場する。このときは顔や足の巨大化や、腕を伸ばしたり、「痛」という文字の形をした弾を発射して攻撃する。
カルノフ
主に雑魚キャラとして登場する。半裸の肥満体にどじょう髭を生やした禿頭の男。データイーストのゲーム『カルノフ』の主人公である。本作では色や形状に様々なバリエーションを持って登場する。
チェルノブ
ボスキャラクターとして登場する。パワードスーツに身を包んだ怪人。データイーストのゲーム『チェルノブ』の主人公である。本作では『チェルノブ』には登場しない巨大なハンマーを武器としている。

## 開発
本ゲーム企画者の伊井俊一によると、当時業務で渡米した際に現地の子供が『チェルノブ』をステージ1もクリアできないのを見て「もっと簡単な内容にしないといけない」と考え、自身の趣味であるボードゲームを引用し、プレイヤーが全体ステージマップ上をサイコロの目の数で進んで、止まったマスに難度の異なるステージやボスが配置されている双六式ゲームを考案。分岐を含め全72ステージあるものの、プレイヤーのゲームの腕に関わらずサイコロの出目が良ければ数ステージ遊ぶだけでオールクリアできる内容とした。しかし当時『スーパーマリオブラザーズ3』（1988年）が本ゲームと同じ様な全体マップ内を移動して好きなステージを選べるシステムを採用していた事が分かり、「アーケードゲームで双六をやる」というインパクトが無くなってしまったと考えて双六形式は中止。完成していたステージから主なステージを抜き出し（本ゲーム中、開始時などに変なメッセージが出るステージを中心に）販売バージョンのゲームとしてまとめたとの事。本ゲームのミニゲームの集合体のような内容や、クリアーたからくじのルーレットやプレイヤーキャラクターが3人いるのは双六要素の名残である。

## 移植版の仕様
携帯電話アプリゲーム
- ステージセレクトの追加。
- ボス戦（2種類）、及びステージクリア時に専用の音楽がなるようになった。
- カマクラくんのサブウェポンの順番が変わっている。
- 「青い鳥だ」のステージのカーネル人形が謎のピエロに差し替えられている。
- スライムの登場するステージが無いほか、一部のステージが削られている。

オレたちゲーセン族版（PlayStation 2）
- CERO：A（全年齢対象）。問題点が多く存在し、移植度は低い。

アーケードアーカイブス版（PlayStation 4、Nintendo Switch）
- CERO：A（全年齢対象）及びIARC：7+。「こだわり設定」にて、原作ではプレイ中に表示されなかったスコアとステージ数を表示させる事ができる。また、「青い鳥だ」のステージのカーネル人形のグラフィックが変更された。

## 評価
- ゲーム誌『ゲーメスト』誌上で行われていた「第4回ゲーメスト大賞」（1990年度）において、読者投票によりベスト演出賞で4位、ベストキャラクター賞ではタフガイが17位を獲得した[6]。

- ゲーメストムック『ザ・ベストゲーム』（1991年）内の「ビデオゲームフルリスト」の紹介文では、「デコゲーム中でも最も不可思議な一作」、「アクの強すぎる3人の主人公、ぢぢい、ひつじ、カルノフ、まねき猫…謎だらけ」とキャラクター造形に関して否定的なコメントで紹介されている[7]。

- ゲーム本『悪趣味ゲーム紀行』（1999年、マイクロデザイン出版局）では、ステージクリア時の「勝ち」、「負け」表示に関して「『日本語直訳した時の妙』をゲームに登場させたのは、このゲームが多分最初なんじゃないでしょうか」、「格闘の部分において既に『昇竜拳』『バルログの爪』『ダルシムの腕』の原型の様なアイデアが存在していて、こいつがひょっとして格闘物の必殺技の草分けかも知れない」と、演出面やゲームシステムの革新性において一定の肯定的な評価を下しているが、「このゲームの方向性の見失いっぷりは只事ではありません。世界観がまるでバカ高校生の落書きです」、「（キャラクターに関して）既に統一しようなんてもはやドットレベルで考えてません」、「ステージ数の表示が『にょき』だの『毒どく』だの一体どこまで進んだか全くわかりません」、「このゲーム、各々相談もせずに勝手に考えて作ったのではないでしょうか」と世界観、キャラクター造形、ステージ表記、開発者の姿勢などに対し否定的な評価を下している[5]。